# Оранмор
Оранмор (на английски: Oranmore; на ирландски: Órán Mór) е село в централната западна част на Република Ирландия, провинция Конахт, графство Голуей.
Разположено е по северния бряг на залива Голуей. Намира се на 11 km на югоизток от главния административен център на графството град Голуей.
Има жп гара по линията Адънрай-Голуей. Открита е на 1 август 1851 г. Населението му е 3513 жители от преброяването през 2006 г. 